# 中医美容師
中医美容師（ちゅういびようし）とは、民間療法の民間資格取得者。
国際中医ライセンス試験に合格すると、高い知識と技術を持った中医美容師として認められ、「国際中医美容師」の資格取得か可能となる。

## 概要
中国政府衛生部（日本の厚生労働省に該当）の外郭団体である「世界中医薬学会連合会」および「世界針灸学会連合会」が主催。
中医学の基礎から中医診断学、経絡兪穴学、中医美容学（経絡美容推拿・美容薬膳・美容中薬・カッサ・抜罐・耳ツボ療法）や症状別弁証論治などを学び、試験に合格すると認定証書が授与される。